# Besiberri Medio
El Besiberri Medio es un pico de los Pirineos con una altitud 2995 metros.  Está situado en la comarca de la Alta Ribagorza, en la provincia de Lérida.

## Descripción
El Besiberri Medio está situado en el Macizo del Besiberri; forman parte de este macizo los picos del Besiberri Norte (3015 metros), Besiberri Sur (3024 metros) y el Comaloforno (3029 metros).

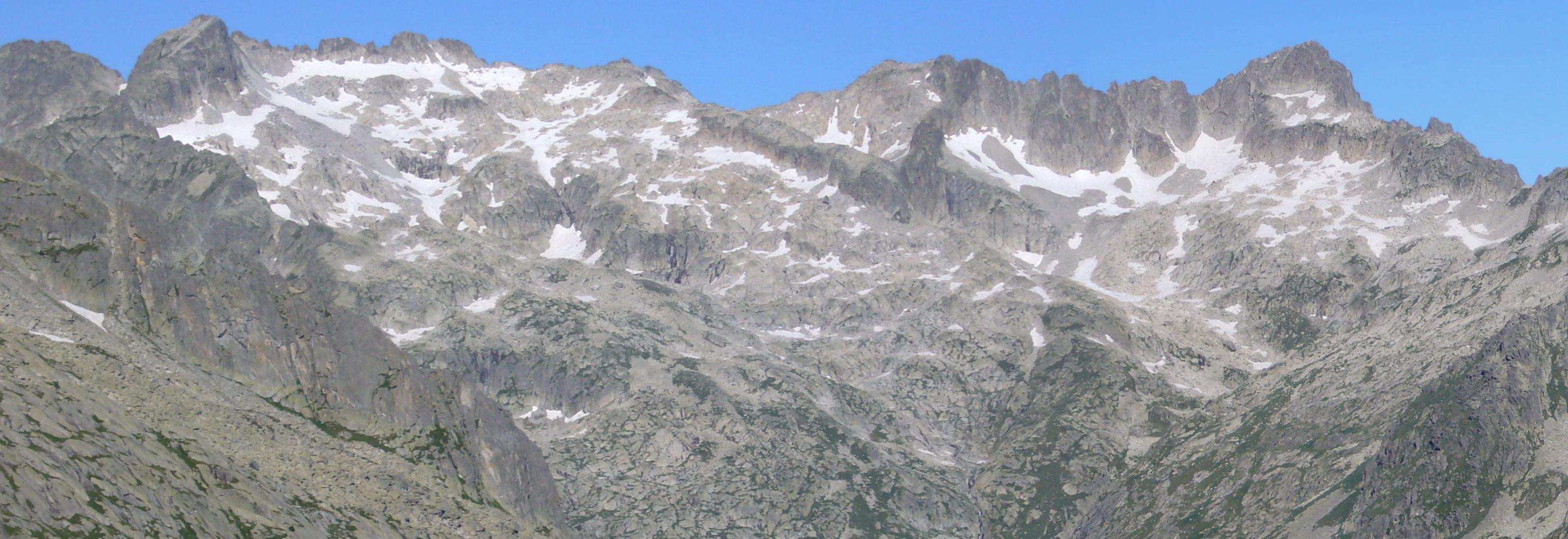
Vista del macizo de Besiberri